# Грегоріо Аллегрі
Грегоріо Аллегрі (італ. Gregorio Allegri; 1582 — 17 лютого 1652) — італійський композитор і священник, представник римської композиторської школи.

## Біографія
Народився у Римі. Вивчав музику під орудою Джованні Марії Наніно, близького друга Джованні П'єрлуїджі да Палестріни та його брата Джованні Бернардіно Наніно. По закінченні отримав місце у соборі італійського міста Фермо. Тут він склав велику кількість церковних співів та іншої священної музики, яка була позитивно відзначена римським папою Урбаном VIII, сам же композитор був призначений керівником хору Сікстинської капели в Римі. На цьому місці він прослужив з грудня 1629 року до самої смерті.
Серед музичних творів Алегрі виділяються два великих цикли концертів для п'яти голосів, виданих 1618 і 1619 роках, два цикли церковних співів для шести голосів, виданих у 1621 році, п'ять мес і численні інші церковні твори, багато з яких так і не були видані за його життя. Велика частина виданої музики Алегрі написана радше в стилі раннього Бароко, ніж Ренесанс, а особливо інструментальна музика. Однак, його робота для Сікстинської Капели веде свій початок від стилю Палестрини епохи пізнього Ренесанса.

## «Miserere»
Найвідомішим твором Грегоріо Аллегрі вважається його «Miserere» на текст псалма 50. Твір написано для 2 хорових складів з п'яти і чотирьох голосів. Один з хорів співає в середньовічному стилі співу Фобурдон, заснованому на григоріанському хоралі. Другий хор співає схожий Фобурдон з існуючими раніше розробками та використанням каденцій. «Miserere» виконувався щорічно протягом багатьох років під час Страсного тижня в Сикстинській капелі. Часте вживання домінантового септакорду і його акцент на багатохорових методах робить новаторським твором «Miserere», яке виходить за рамки загальноприйнятої музичної практики того часу («prima pratica»).
Довгий час партитура твору була «засекречена» і недоступна для широкої публіки, оскільки Ватикан, зберігач єдиною копії рукопису, бажав зберегти секрет шедевра в таємниці, і заборонив копіювання «Miserere» під загрозою відлучення від Церкви. До партитури мали доступ тільки музиканти, що виконували його один раз на рік в Сикстинській Капелі. Доступ до твору широка публіка отримала завдяки юному Вольфгангу Амадею Моцарту, який відвідав з батьком Ватикан 1770 року. 14-річний Моцарт, який почув виконання «Miserere», запам'ятав його цілком на слух і точно записав з пам'яті, таким чином створивши першу нелегальну копію. Варіант, записаний Моцартом, не зберігся.
1771 року ноти «Miserere» були видані в Англії відомим мандрівником та істориком музики доктором Берні.
Оригінальний, ватиканський рукопис був виданий значно пізніше у Лейпцигу видавництвом «Breitkopf & Hartel».